# قرار مجلس الأمن التابع للأمم المتحدة رقم 235
تم اعتماد قرار مجلس الأمن التابع للأمم المتحدة رقم 235 في 9 يونيو 1967، بعد ملاحظة أن حكومتي إسرائيل وسوريا قد قبلتا طلب المجلس بوقف إطلاق النار، وطالب المجلس بأن الأعمال العدائية يجب أن تتوقف على الفور وطلب من الأمين العام إجراء اتصالات فورية مع حكومتي إسرائيل وسوريا للترتيب الفوري للامتثال لقرار وقف إطلاق النار وتقديم تقرير لمجلس الأمن في غضون ساعتين من القرار. تم اعتماد هذا القرار بالإجماع في الاجتماع، الذي طلب عقده الاتحاد السوفيتي والولايات المتحدة. وفي اليوم نفسه، وافقت سوريا وإسرائيل على شروط هذا القرار.

## وصلات خارجية
- Text of Resolution at UN.org (PDF)